# Camprodon
|  | Aquest article tracta sobre la vila. Vegeu-ne altres significats a «Camprodon (Santa Maria de Merlès)». |

Camprodon (pronúncia local [kamprudón] 'camprudon') és un municipi de la comarca del Ripollès i està situat al nord-est de la regió de l'Alt Ter. Se situa a la Vall de Camprodon, al cor dels Pirineus orientals. Té com a municipis veïns: Molló, al nord; Sant Pau de Segúries, Sant Joan de les Abadesses i la Vall de Bianya, al sud; Llanars i Ogassa, a l'oest, i Montagut i Oix, al sud-est. L'entitat de població principal és la vila de Camprodon, que es troba travessada pel riu Ter i pel seu afluent, el Ritort.

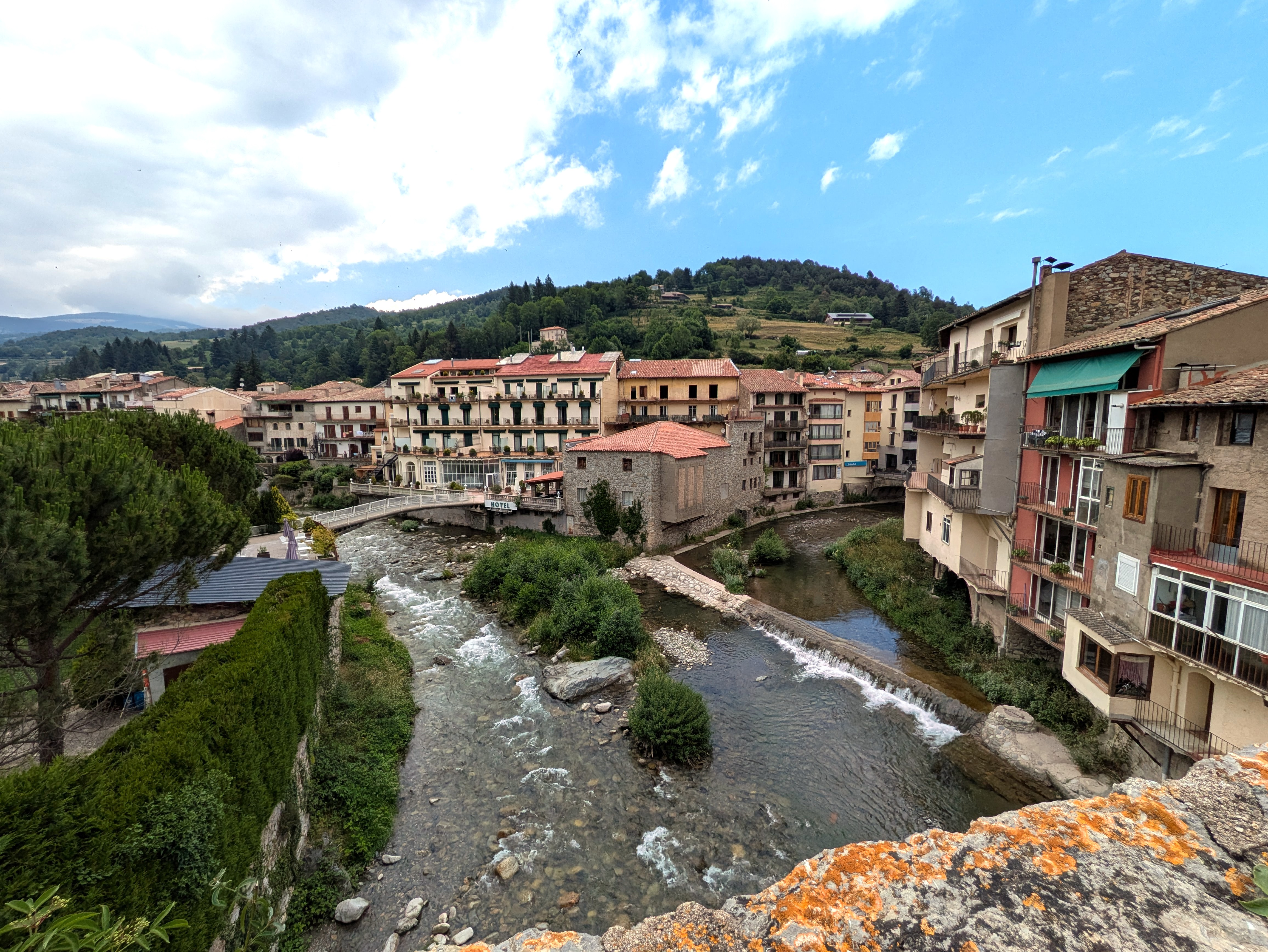
Confluència dels rius Ter (a l'esquerra) i Ritort, Camprodon.

## Geografia
- Llista de topònims de Camprodon (Orografia: muntanyes, serres, collades, indrets..; hidrografia: rius, fonts...; edificis: cases, masies, esglésies, etc).

## Símbols
L'Ajuntament no ha iniciat els tràmits per a l'oficialització dels símbols locals.
| «                                      | Al Ripollès hi ha 6 municipis de 19 que no tenen l'escut oficialitzat per diversos motius (...) Camprodon i Llanars no han dit ni demanat mai res | » |
| — Armand de Fluvià, 16 de març de 2010 | |   |

L'Ajuntament fa servir com a escut un que no s'adapta al decret actual sobre els símbols dels ens locals de la Generalitat de Catalunya. L'escut en ús actual per l'Ajuntament es pot definir amb el següent blasonament:
D'or, 4 pals de gules; peu corbat amunt d'argent amb una rodella de sinople. Per timbre una corona reial oberta.

## Història
L'origen de la vila se situa en l'any 1118, quan Ramon Berenguer III concedí la construcció del mercat al costat del monestir de Sant Pere, embrió de la vila actual. L'any 1252, Camprodon esdevingué vila reial i cap de la vegueria homònima i deixà d'ésser subjecta a la jurisdicció de l'abat del monestir. Entre el 1286 i el 1301 el vescomte de Castellnou va ostentar la jurisdicció de la vila, per bé que després va tornar a incorporar-se al patrimoni comtal-reial.
El 2 de febrer de 1428 fou l'epicentre d'un fort terratrèmol que hi causà uns 200 morts, i més de 1.000 a tota Catalunya. A més, des del segle xv fins a la segona meitat del segle xix, Camprodon patí diversos saquejos, incendis i destruccions causats per les mantes guerres que hi havia al dellà i deçà dels Pirineus en època moderna, i a les lluites intestines catalanes primer i espanyoles més tard. Així, hi ha constància del saqueig i incendi de la vila el 1470 a mans de Lluís XI de França, en el si de la Guerra Civil catalana (1462-1472). Durant la Guerra dels Segadors també patí saquejos francesos, que es repetiren el 1689 a mans del duc de Noailles durant la Guerra dels Nou Anys. El 1794, en el context de la Guerra Gran, entre les monarquies absolutistes europees contra la França revolucionària, el general Dagobert capturà i incendià la vila.
La darrera destrucció que sofrí la vila se situa en el si de la tercera guerra carlina (1872-1876). En aquest cas, Camprodon es trobava dins el territori adscrit al bàndol carlí del pretendent Carles VII i fou escenari d'operacions militars.
Amb l'arribada de la restauració borbònica i la pacificació social del territori, Camprodon experimentà una notable prosperitat i estabilitat. Entre la puixant burgesia catalana, Camprodon es convertí en una destinació de vacances de muntanya. La "Suïssa dels barcelonins", en paraules de Bosch de la Trinxeria, experimentà un fort creixement urbanístic, amb l'aparició d'immobles d'arquitectura singular. L'alcalde de Barcelona Bartomeu Robert i Yarzábal fou un dels primers membres de la colònia d'estiuejants burgesos a Camprodon, quan inicià el costum vers el 1877. La proximitat del ferrocarril a Sant Joan de les Abadesses augmentà la potencialitat turística de la vila. Amb tot, la Guerra Civil espanyola estroncà aquesta prosperitat turística, i fins a l'etapa del desarrollismo franquista, la vila no tornà a recuperar el turisme perdut, aquest cop com a turisme de masses. Actualment, Camprodon és una destinació important dels estiuejants de muntanya.
En un altre ordre de les coses, Camprodon fou el lloc de naixement del compositor Isaac Albéniz i de l'escultor Joaquim Claret i Vallès.

## Llocs d'interès

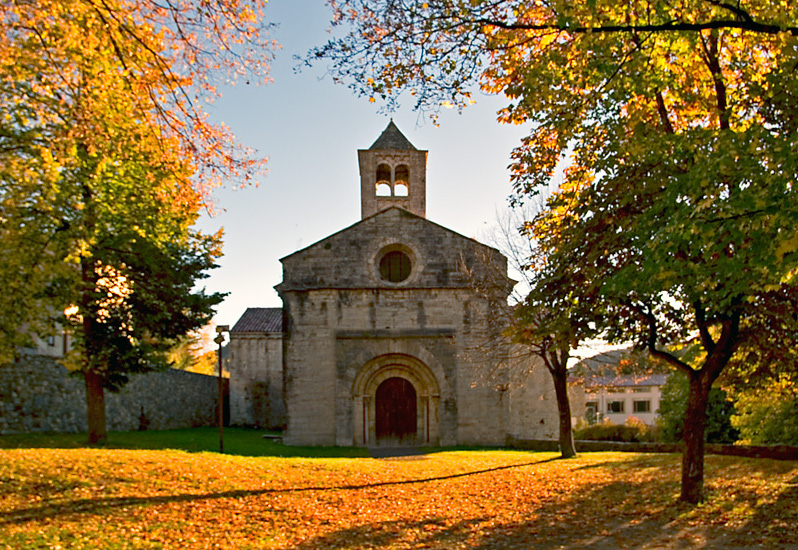
Monestir de Sant Pere

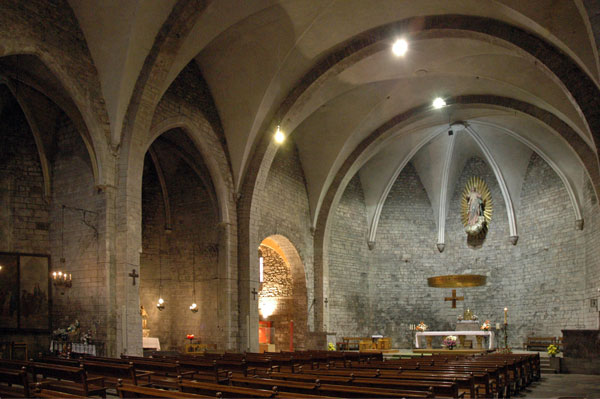
Església de Santa Maria

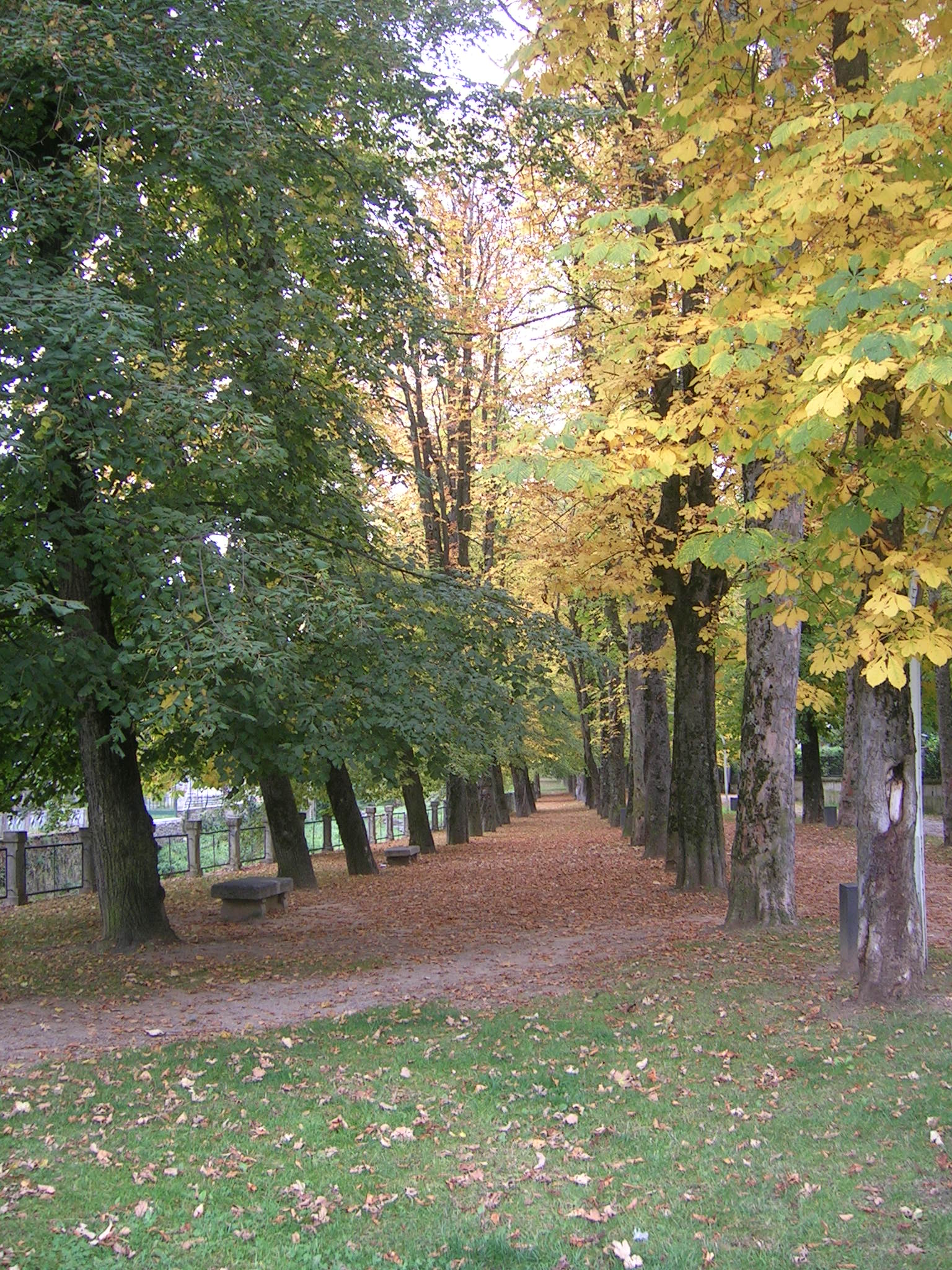
Passeig de la Font Nova

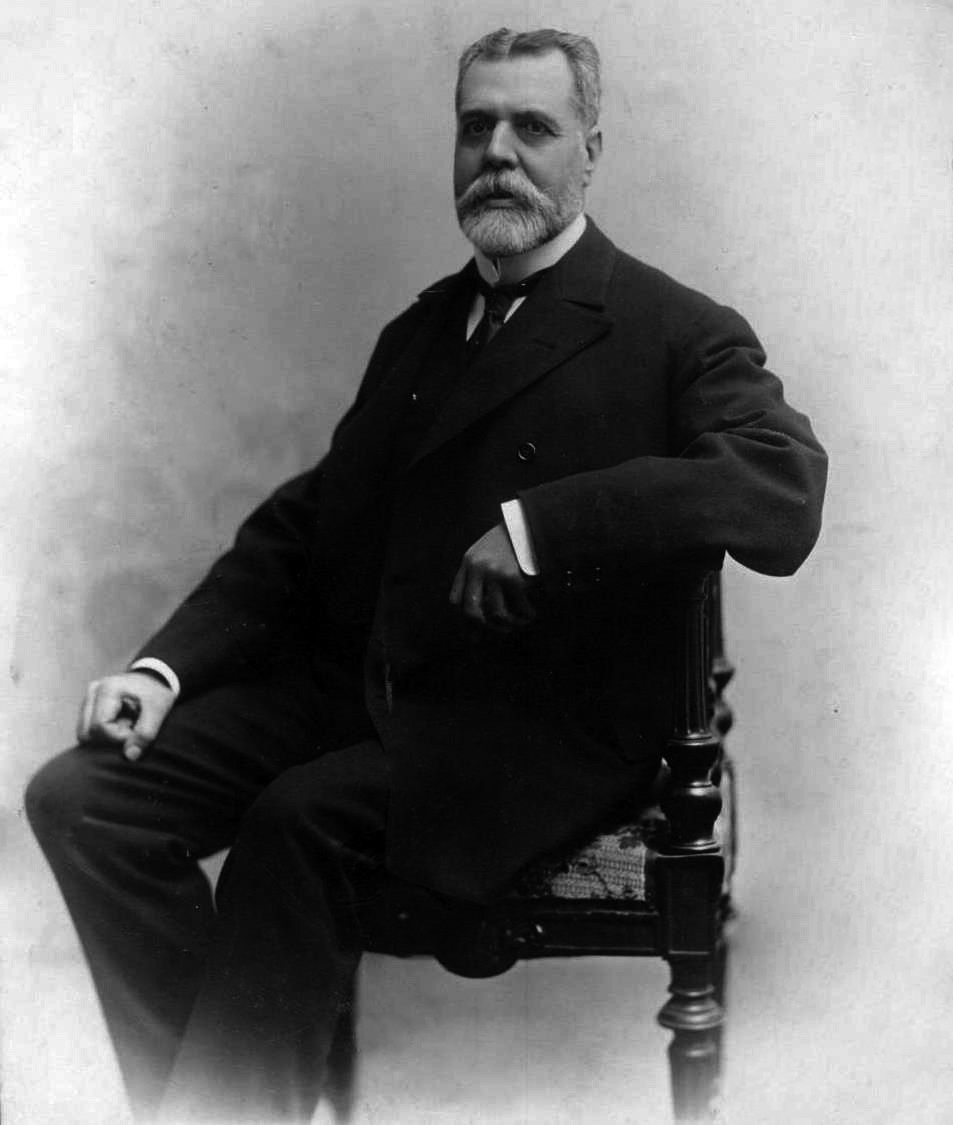
Francesc C. Maristany i Garriga, urbanitzador del Passeig Maristany, c. 1880

A banda de la llista de monuments de Camprodon inclosos en l'Inventari del Patrimoni Arquitectònic Català, l'any 2015 l'Ajuntament preparà una ruta urbana amb plafons explicatius multilingües i codis QR de 17 punts d'especial interès:
- Casa natal d'Isaac Albéniz. Situada a la plaça de la Vila, lloc de naixement del compositor i intèrpret de piano Isaac Albéniz.
- Can Suris. Edifici modernista.
- Església de Santa Maria. L'església parroquial de Camprodon és una barreja d'estils: edificada en romànic, té actuacions menors a les voltes de la nau central en gòtic i una capella annexa en barroc. El temple conserva l'Arqueta de Sant Patllari.
- Monestir de Sant Pere. Construït a mitjan segle x per Guifred II de Besalú per a l'orde benedictí, segueix l'estil romànic i la planta és de creu llatina, amb absis central i cimbori octogonal que aguanta la torre del campanar.
- Hospital geriàtric. Edifici amb referències noucentistes. Va ser pagat per subscripció popular a través d'una junta formada per estiuejants i camprodonins. El pintor Darius Vilàs va fer donació de dos quadres pintats al fresc per a les dues sales grans.
- Can Roig. Edifici modernista inclòs en l'Inventari del Patrimoni Arquitectònic de Catalunya.
- Capella del Roure. Petita capella oratori inclosa en l'Inventari del Patrimoni Arquitectònic de Catalunya.
- Passeig de la font Nova. Paral·lel al riu Ritort, és el lloc on es van construir les primeres cases d'estiueig l'any 1880.
- Antiga fàbrica de galetes Birba. Construïda el 1929, té adossada la casa familiar i un jardí de mallofrers.
- Passeig Maristany. Majestuós passeig voltat de cases algunes de les quals projectades per arquitectes com Duran i Reynals, Coderch, Mitjans, Sagnier, etc.
- El Prat (Pl. del Dr. Robert). Plaça de mercat dominical, seu de diferents edificis singulars com l'hotel Camprodon (abans Rigat) i el Casal Camprodoní. El 6 de desembre de 1118 el comte Ramon Berenguer III va concedir a la vila el privilegi per a tenir mercat.
- Pont nou. Bastit sobre el riu Ter, data del segle xii, amb actuacions als segles xvi i xvii, permetia l'entrada a la vila i era part de la via cap a la Cerdanya.
- Casa de la Vila (Ajuntament).
- Monòlit a Pau Pujol. Monòlit commemoratiu de pedra amb un basament del mateix material. Està situat a l'extrem d'un petit jardí públic al costat de la carretera de St. Joan. Cisellat a la pedra, es pot llegir: "Al dia 5 Octubre del 1794 mataren a Pau Pujol paraire a l'altra part de Ter los francesos per defansa la Fe i la Patri".
- Convent del Carme.
- Casa Marquès. Imponent edifici, casa residencial del Marquès d'Alfarràs des del S. XVII, i actualment restaurada.
- Castell. Muralles i baluards de l'antic castell de St. Nicolau.

Altres punts d'interès són:
- Museu d'Isaac Albéniz. L'Ajuntament de Camprodon manté un museu dedicat al compositor català, nascut a la vila el 1860. Igualment, cada any a l'estiu se celebra un festival de música que porta el seu nom.[6]
- Passeig de la Font Nova i Passeig Maristany. Ambdós passeigs són els eixos centrals de les zones residencials dels primers estiuejants burgesos que van arribar a Camprodon a la fi del segle xix i a començaments del segle xx. Alguns residents foren l'aleshores alcalde de Barcelona Bartomeu Robert i el president del govern de la Segona República espanyola, Juan Negrín.
- Les fonts. La vila de Camprodon es feu famosa entre els seus estiuejants no solament pels seus paisatges pirinencs i temperatures agradables a l'estiu, sinó també per les seves mantes fonts a la rodalia del nucli urbà, com la Mare de la Font, la Font Nova, la Font de Sant Patllari o la Font del Vern.
- Edificis modernistes. L'activitat lligada al turisme de principis del segle xx va comportar la introducció del Modernisme a la vila. Per exemple, l'antic hotel Rigat, ara anomenat Camprodon; Can Roig; Can Suris (també anomenada "la casa de les monges"); Can Blanch; Can Vila o Can Cabot.
- Excursionisme. Des de principis del segle xx, amb Cèsar August Torras, Camprodon és un punt clau de les excursions de muntanya, a peu i en bicicleta. Més de 1.200 quilòmetres d'aquests camins han estat recentment marcats i rehabilitats.
- Castells i fortificacions. Actualment ocupat per finques privades, l'antic castell de St. Nicolau encara mostra uns imponents baluards i muralles. Pels volts de Camprodon podem trobar les restes dels castells de Rocabruna, la Roca, i les Torre Cavallera i les ruïnes del Castell de Creixenturri, dominant l'entrada a la Vall de Camprodon, una a cada costat del riu Ter, pel pas de les Rocasses. Altres construccions més modernes, però actualment ocultes per la vegetació i abandonades, són els búnquers i fortificacions de la Línia P, que es van construir durant els primers anys de la dictadura del general Franco. Com a escenari de diversos fets bèl·lics (Remences, Carlinades, etc), cal destacar-ne especialment la batalla de Camprodon (s. XVII) i el fet de ser l'escenari de la duríssima retirada i exili republicà sota la neu i el gel el febrer de 1939.

## Muntanyes

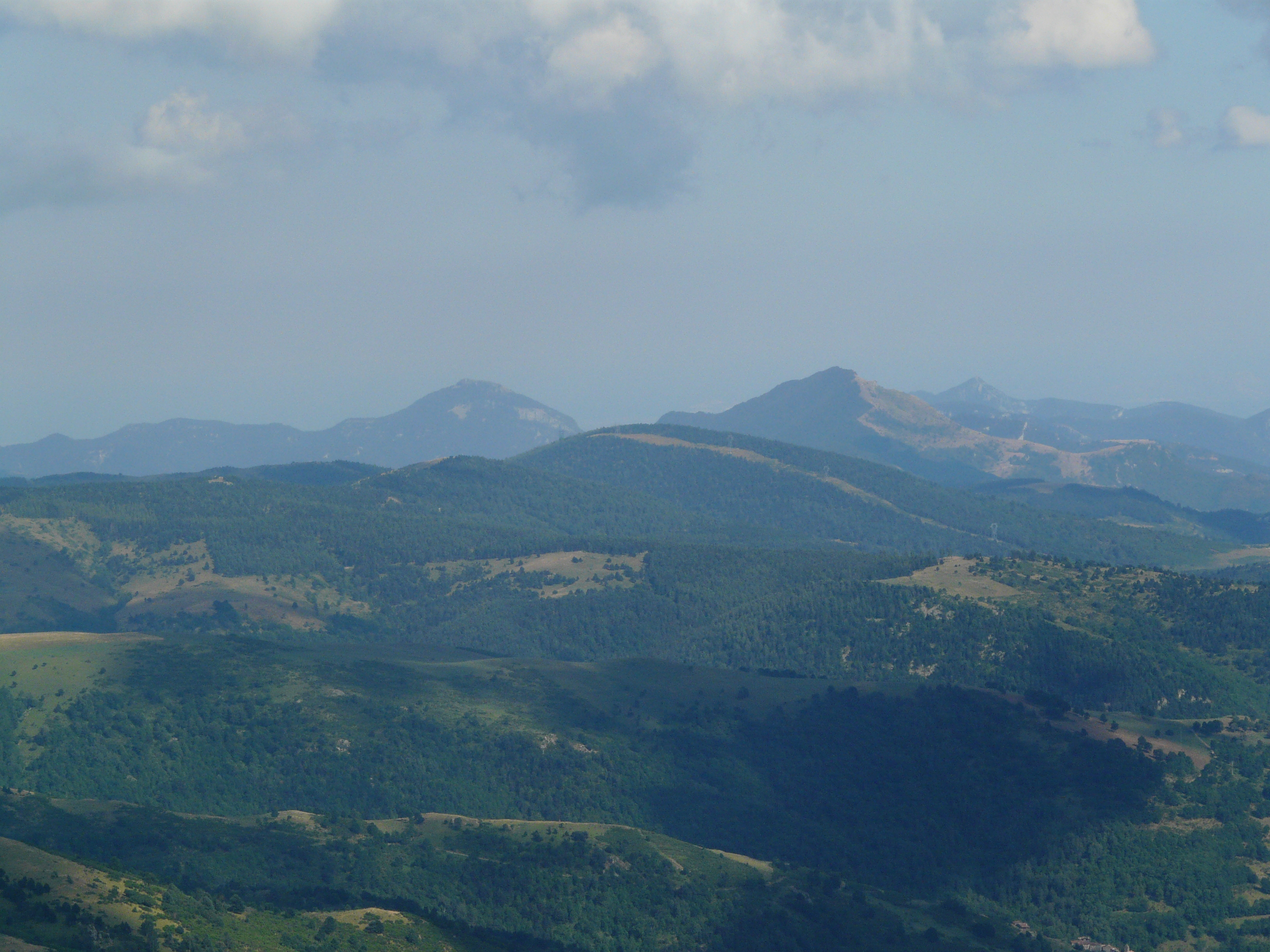
El Montfalgars (centre) amb el Comanegra al darrere (dreta) i el Bassegoda (esquerra) des de prop de la Collada Fonda.

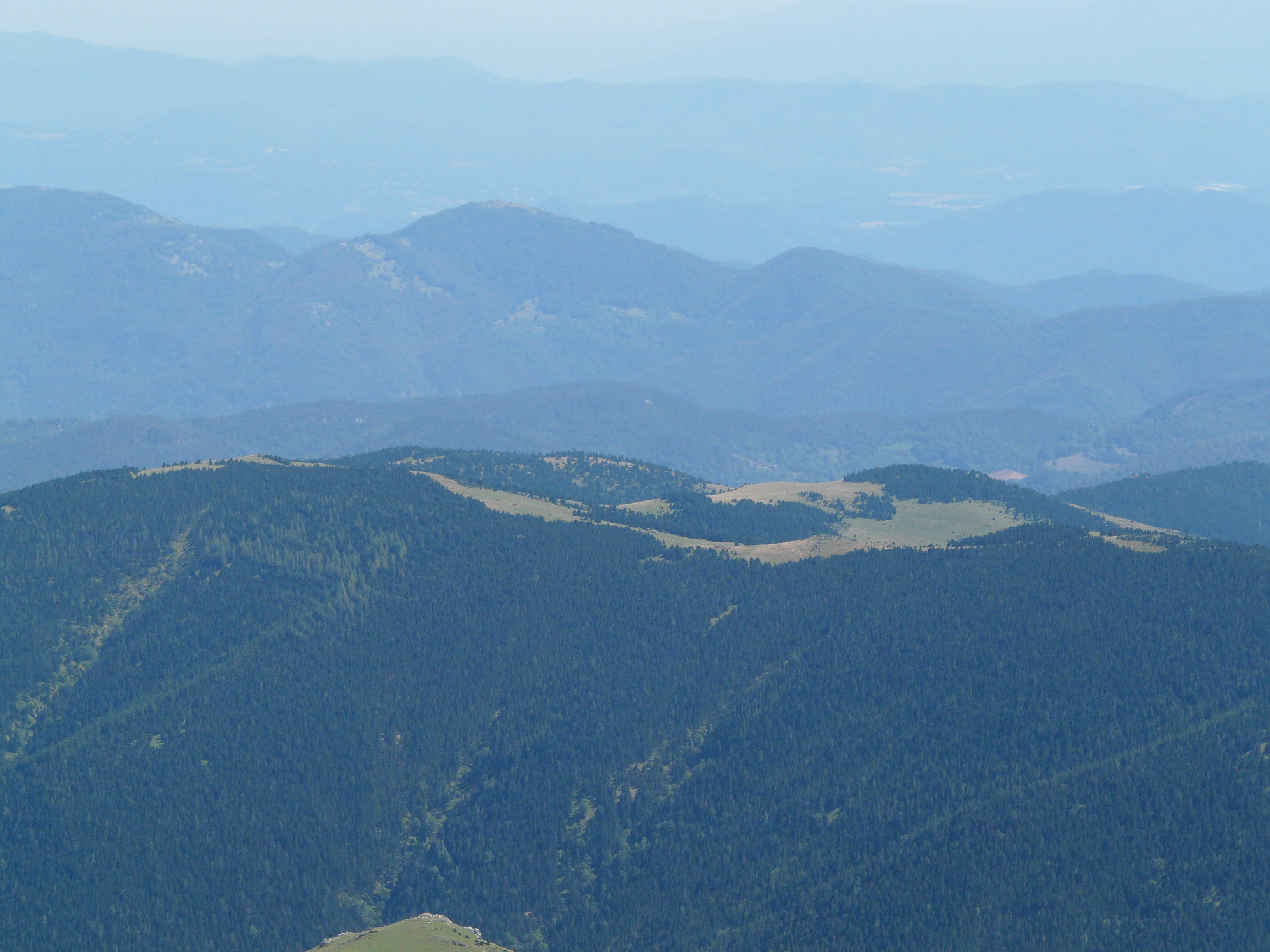
El Puig Moscós des de prop del Costabona.

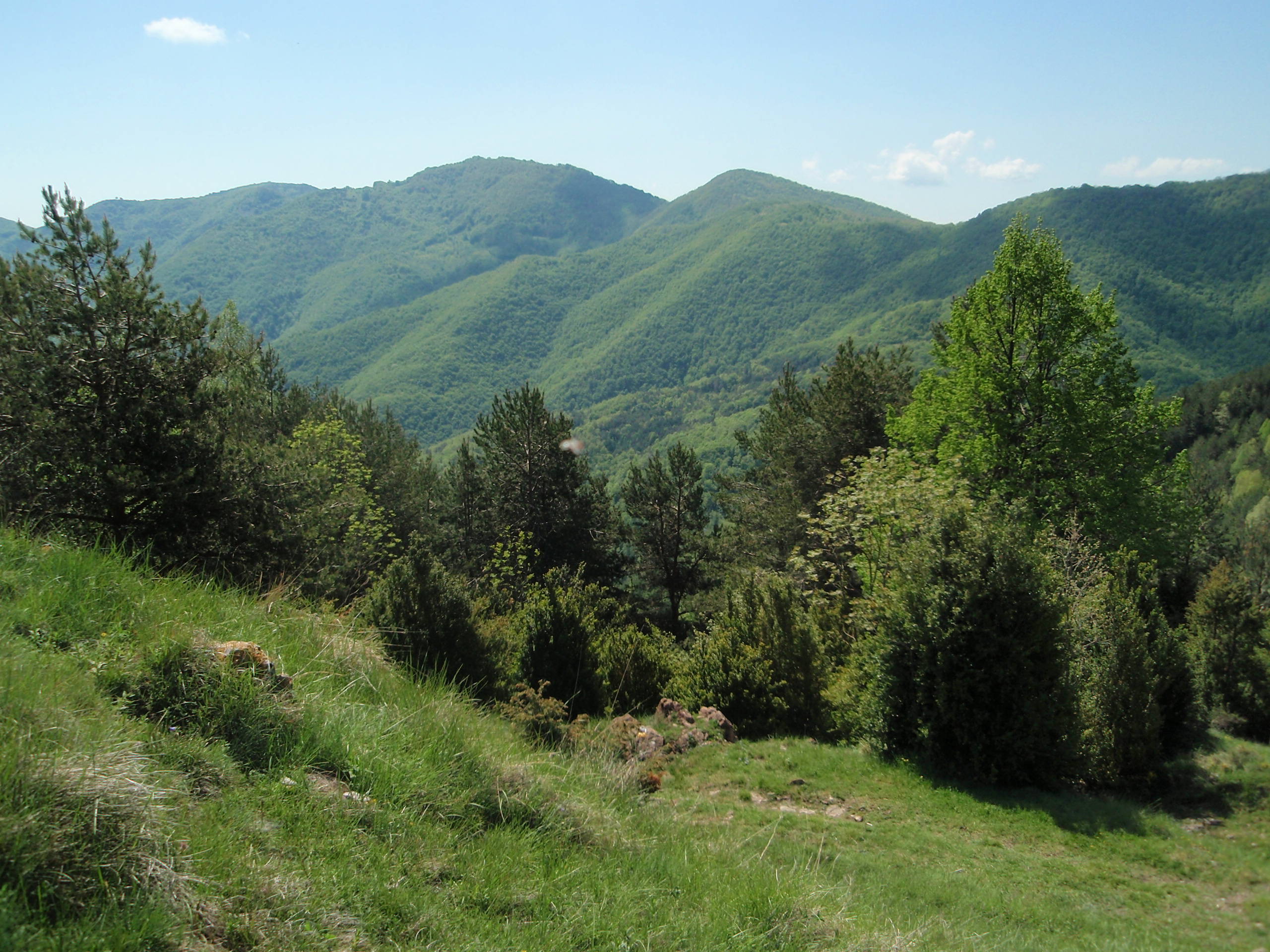
Vessant Nord del Puig Ou vist des del coll de la Creueta

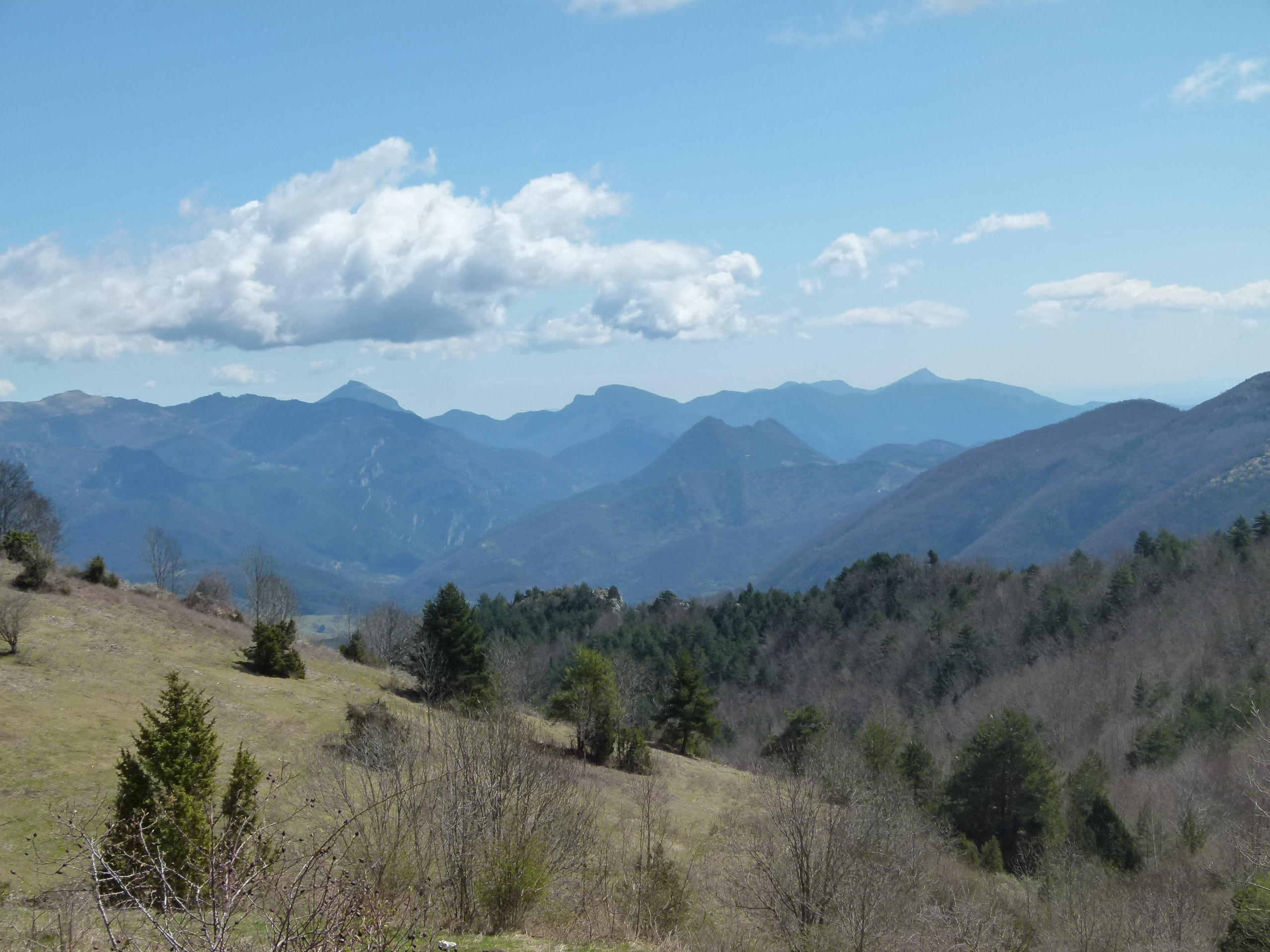
Serra de Bestracà, al centre i segon terme de la imatge

- Mont de Llor és una serra situada al municipis de la Vall de Bianya i el de Camprodon, amb una elevació màxima de 1.195 metres.[7][8]
- Montfalgars o Mont Falgars és una muntanya de 1.608,5 metres situada en el triterme entre el terme comunal de Prats de Molló i la Presta, de la comarca del Vallespir, a la Catalunya del Nord, i els termes municipals de Camprodon i Molló. Montfalgars és el punt de trobada de les comarques de la Garrotxa, el Ripollès i el Vallespir. Sol ser objectiu de rutes de senderisme,[9][10] tant des de Beget com des de Molló.[11]
- El Puig Moscós és una muntanya de 1.739 metres[7] que es troba entre els municipis de Camprodon i de Molló.[12] Al cim hi ha un vèrtex geodèsic (referència 294079001).
- La Serra del Nevà és una serra situada al municipi de Camprodon, amb una elevació màxima de 1.177 metres.[7][13]
- El Puig Ou és una muntanya de 1.299 metres[7] que es troba entre els municipis de la Vall de Bianya i de Camprodon. Separa la Vall del Bac, al sud, de la Vall de Bolòs i Salarsa, al nord. Al cim podem trobar un vèrtex geodèsic (referència 295083002). Aquest cim està inclòs al Repte dels 100 cims.[14][15]
- La Serra de Bestracà és una serra situada entre els municipis de Montagut i Oix i el de Camprodon, amb una elevació màxima de 1.056 metres.[16][7][17] En el seu vessant sud trobem l'ermita romànica de Sant Andreu de Bestracà; i en el seu cim, les ruïnes de l'antic castell i l'ermita de Sant Julià.
- El Puig Xoriguer és una muntanya de 711 metres que es troba al municipi de Camprodon.[7] Es troba a l'oest de Salarça i a l'est dels Llisos de Bolassell.[18]
- La Serra Llarga de Monars és una serra situada al municipis de Camprodon i de França, amb una elevació màxima de 1.391 metres.[7][19]
- El Collet d'Arrencafels és una collada a 1.138 m,[7] sobre la pista forestal entre Creixenturri i Resclusanys. Comunica la vall de Bolòs amb la vall del Bac.[20][21]
- El Puig Dot és una muntanya de 1.269 metres[7] que separa la Vall de Bolòs, a l'est, de la de Creixenturri, a l'oest.[22]
- L'Amorriador és una muntanya de 1.105 metres[7] que es troba entre els municipis de Montagut i Oix, a la comarca de la Garrotxa, i de Camprodon, a la comarca del Ripollès.
- La Serra d'Anyers és una serra amb una elevació màxima de 1.021 metres.[7][23]
- El Puig dels Arcons és una muntanya de 1.025 metres.[24]
- L'Ascensió és una muntanya de 1.352 metres.[7][25] S'hi pot accedir sortint de Camprodon pel camí de l'hospital vers la casa de pagès de la Campa, muntanya amunt. Al seu cim hi ha un petit oratori.[26]
- Les Assuques' és una muntanya de 1.202 metres.[7][27]
- El Coll de la Bau és una collada sobre la pista forestal entre Creixenturri i Resclusanys. Comunica la vall de Bolòs amb la vall del Bac.[28] Es troba a 1.061 metres.[7]
- El Puig de Bestracà és una muntanya de 1.056 metres,[29] tot i que geogràficament és part de l'Alta Garrotxa. És fàcilment accessible a partir de la carretera que uneix Beget i Oix.[30] Al cim podem trobar un vèrtex geodèsic (referència 297082001). Aquest cim està inclòs al Repte dels 100 cims.[14]
- El Puig de Cal Pubill és una muntanya de 1.401 metres, que es troba[31] al racó sud-est del terme de Prats i Molló i la Presta, al nord-oest del de Beget (i de Camprodon, actualment). Aquest puig és destí freqüent de les rutes de senderisme[32] d'aquest sector dels Pirineus.[33]
- El Corbera és una muntanya de 1.195 metres.[7][34]
- El Serrat dels Boixos és una serra situada als municipis de Montagut i Oix, a la comarca de la Garrotxa, i el de Camprodon, amb una elevació màxima de 885 metres.[7][35]
- El Turó del Pontellí és una muntanya de 1.327 metres.[7][36]
- El Serrat de Queralbs és una serra amb una elevació màxima de 1.174 metres.[7][37]
- El Puig Cubell és una muntanya de 918 metres[7]

## Administració
| Període     | Alcalde o alcaldessa  | Partit polític                            | Data de possessió | Observacions |
| ----------- | --------------------- | ----------------------------------------- | ----------------- | ------------ |
| 1979–1983   | Berta Badà Cazeilles  | PSC                                       | 19/04/1979        | --           |
| 1983–1987   | Berta Badà Cazeilles  | PSC                                       | 28/05/1983        | --           |
| 1987–1991   | Domingo Pairo Morera  | CIU                                       | 30/06/1987        | --           |
| 1991–1995   | Domingo Pairo Morera  | CIU                                       | 15/06/1991        | --           |
| 1995–1999   | Esteve Pujol i Badà   | PSC                                       | 17/06/1995        | --           |
| 1999–2003   | Esteve Pujol i Badà   | PSC                                       | 03/07/1999        | --           |
| 2003–2007   | Esteve Pujol i Badà   | PSC                                       | 14/06/2003        | --           |
| 2007–2011   | Esteve Pujol i Badà   | PSC                                       | 16/06/2007        | --           |
| 2011–2015   | Esteve Pujol i Badà   | PSC                                       | 11/06/2011        | --           |
| 2015–2019   | Xavier Sala i Pujol   | Independents-Junts Fem Camprodon          | 13/06/2015        | --           |
| 2019-2023   | Xavier Guitart i Cano | Tots per Camprodon-Candidatura de Progrés | 15/06/2019        | --           |
| Des de 2023 | Xavier Guitart i Cano | Tots per Camprodon-Candidatura de Progrés | 17/06/2023        | --           |

## Demografia
| Entitat de població | Habitants (2024) |
| Camprodon           | 2.078            |
| Freixenet           | 206              |
| Colònia Estabanell  | 70               |
| Rocabruna           | 62               |
| Creixenturri        | 25               |
| Beget               | 22               |
| Bolòs               | 18               |
| Salarça             | 15               |
| el Riberal          | 12               |
| Cavallera           | 11               |
| Bestracà            | 2                |
| Font: Idescat       |                  |

| 1497 f | 1515 f | 1553 f | 1717  | 1787  | 1857  | 1877  | 1887  | 1900  | 1910  |
| ------ | ------ | ------ | ----- | ----- | ----- | ----- | ----- | ----- | ----- |
| 92     | 107    | 123    | 1.713 | 2.742 | 3.232 | 2.920 | 2.944 | 3.366 | 3.239 |

| 1920  | 1930  | 1940  | 1950  | 1960  | 1970  | 1981  | 1990  | 1992  | 1994  |
| ----- | ----- | ----- | ----- | ----- | ----- | ----- | ----- | ----- | ----- |
| 2.994 | 2.616 | 2.461 | 2.864 | 2.673 | 2.487 | 2.376 | 2.314 | 2.232 | 2.232 |

| 1996  | 1998  | 2000  | 2002  | 2004  | 2006  | 2008  | 2010  | 2012  | 2014  |
| ----- | ----- | ----- | ----- | ----- | ----- | ----- | ----- | ----- | ----- |
| 2.308 | 2.344 | 2.319 | 2.312 | 2.390 | 2.438 | 2.578 | 2.479 | 2.466 | 2.359 |

| 2016  | 2018  | 2020  | 2022  | 2024  | 2026 | 2028 | 2030 | 2032 | 2034 |
| ----- | ----- | ----- | ----- | ----- | ---- | ---- | ---- | ---- | ---- |
| 2.221 | 2.261 | 2.298 | 2.469 | 2.527 | -    | -    | -    | -    | -    |

El 1717 incorpora Santa Maria de Camprodon; el 1857, Beget, Bestracà, Bolòs, Cavallera, Rocabruna i Salarsa; el 1965, Freixenet de Camprodon; i el 1970, Beget.

## Fills il·lustres
Categoria principal: camprodonins
- Isaac Albéniz: 1860-1909, compositor.
- Manuel Bernades i Rovira: 1831-1907, propietari agricultor conegut com el Parmentier espanyol.
- Joaquim Claret i Vallès: 1879-1964, escultor.
- Francesc d'Assís Galí i Solà: segle xix-1914, sacerdot escolapi i pedagog.
- Alexandre Galí i Coll: 1886-1969, pedagog, lingüista i historiador.
- Josep Cuatrecasas i Arumí: 1903-1996, botànic.
- Manel Surroca i Claret: 1917-2007, pintor.

## Fills adoptius
- Bartomeu Robert i Yarzábal, 1842-1902, metge i alcalde de Barcelona.
- Alfonso Alzamora i Albéniz, 1914-2010, pintor, escultor, net del compositor Isaac Albéniz i promotor del museu Albéniz a Camprodon.
- Lluís Martínez Sistach, 1937, cardenal i arquebisbe de Barcelona.
- Joan Manuel Serrat, 1943, cantautor.

## Medalla de Bronze de la Vila[40]
L'u d'octubre de 2016 l'ajuntament de Camprodon va lliurar la medalla de bronze de la Vila a tres veïns destacats per la seva implicació en l'excel·lència, eficiència i millora constant dels serveis públics a favor dels ciutadans del municipi.
- Josep Maria Batlle i Batchelli
- Francesc Carola i Pulí
- Pere Ignasi Isern i Pascal

## Gastronomia
La vila de Camprodon destaca per les seves especialitats en embotits de porc, tals com bull, llonganissa, pernil, etc. Igualment, són conegudes les seves galetes i massapans. Les galetes que fabrica Can Birba són les més conegudes fora del municipi i també reconegudes mundialment. Camprodon també gaudeix de restaurants de renom, que fan de la cuina catalana un gran plaer per a tots els visitants i vilatans.

## Comunicacions
La situació geogràfica de Camprodon en dificulta a bastament el pas de vies de comunicació. Així doncs, l'única carretera principal que travessa el municipi és la C-38, que surt de l'eix Olot-Ripoll C-26 i arriba fins a la frontera hispanofrancesa pel Coll d'Ares. Camprodon és de pas obligat per anar a les poblacions de Llanars, Vilallonga de Ter i Setcases, a través de la GIV-5264; i Molló, per la mateixa C-38.